# Nile
Nile este o formație de brutal/technical death metal din Carolina de Sud, S.U.A., formată în anul 1993. Muzica și versurile lor sunt inspirate din Egiptul Antic, misticism, istorie, religie, artă și scrierile lui H. P. Lovecraft.

## Discografie
- Festivals Of Atonement (EP) - (1995)
- Ramses Bringer Of War (EP) - (1997)
- Amongst the Catacombs of Nephren-Ka - (1998)
- In The Beginning (Compilație) - (2000)
- Black Seeds of Vengeance - (2000)
- In Their Darkened Shrines - (2002)
- Annihilation of the Wicked - (2005)
- Legacy Of The Catacombs (Compilație) - (2007)
- Ithyphallic - (2007)
- Those Whom The Gods Detest (2009)
- At the Gates of Sethu - (2012)
- What Should Not Be Unearthed- (2015)

## Membrii

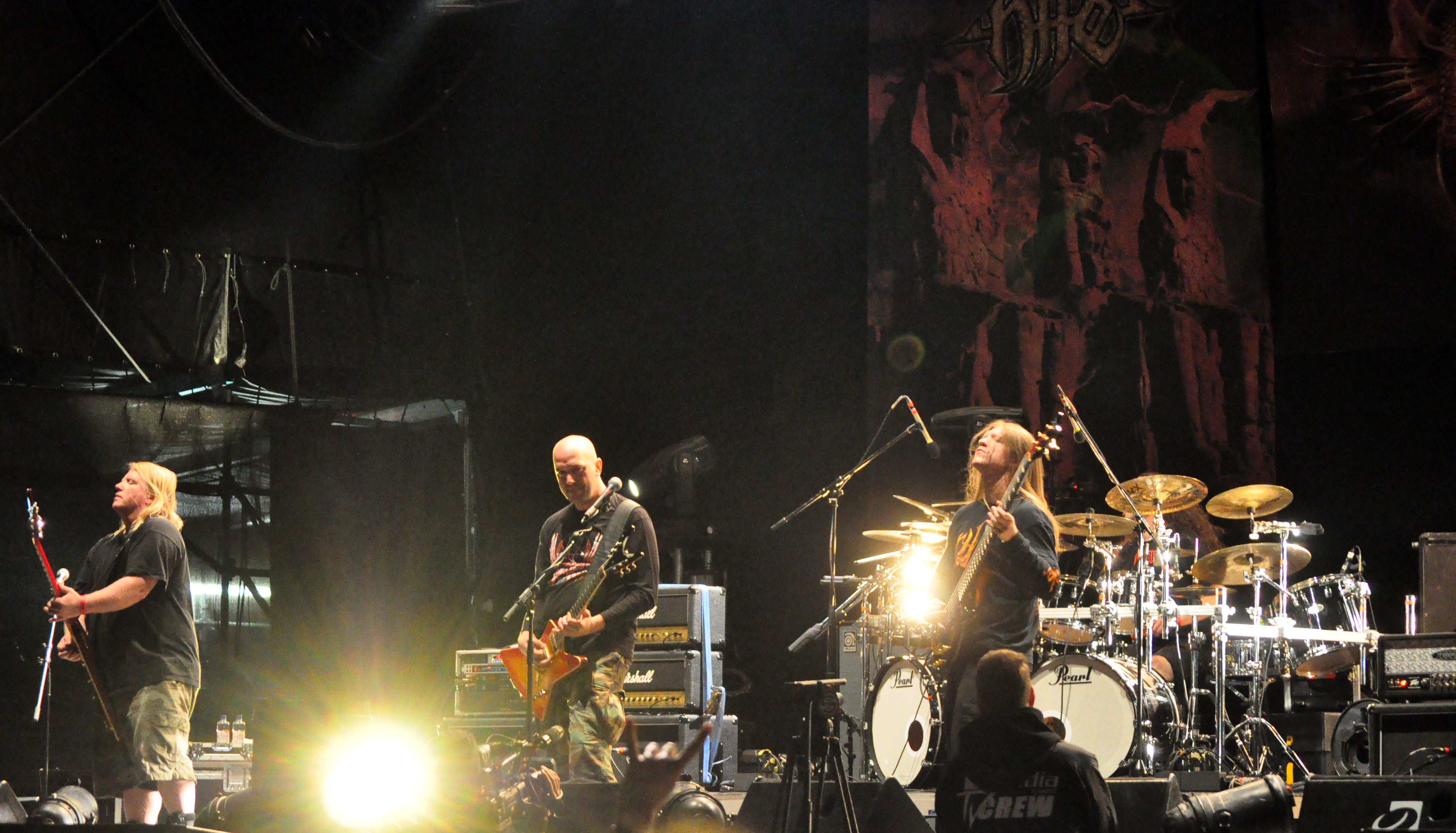
Nile, 2012

### Actuali membrii
- Karl Sanders – chitara, voce, clape (1993–prezent)
- George Kollias – baterie (2004–present)
- Brad Parris – bass, voce (2015–present)
- Brian Kingsland – chitara, voce (2017–present)

### Foști membrii
- Chief Spires – bass, voce (1993–2001)
- Pete Hammoura – baterie, voce (1993–2000)
- John Ehlers – chitara (1996–1997)
- Dallas Toler-Wade – chitara, voce (1997–2017)
- Tony Laureano – baterie (2000–2004)
- Jon Vesano – bass, voce (2001–2005)
- Chris Lollis – bass, voce (2007–2012)
- Todd Ellis – bass, voce (2012–2015)[11]

### Membrii de sesiune
- Derek Roddy – baterie (2000)

### Membrii live
- Tim Yeung – baterie (2003)
- Joe Payne – bass, voce (2005–2007)
- Steve Tucker – bass, voce (2005)
- Chris Lollis – bass, voce (2007–2010)